# Phokas (Bildhauer)
Phokas war ein (wahrscheinlich griechischer) Bildhauer, der vielleicht um 200 n. Chr. lebte und arbeitete.
Phokas ist nur von einer in Griechisch verfassten Signatur bekannt, die sich auf dem linken Knie einer überlebensgroßen Statue des Tha'ran, Sohn des Königs von Saba Dhamar'ali Yuhabirr befindet. Die Inschrift lautet: Phokas machte (sie). Auch von Dhamar'ali Yuhabirr fand sich eine Bronzestatue. Beide Werke sind in einem vorwiegend hellenistischen Stil gehalten. Eine weitere Inschrift besagt: Lahay'amm hat (sie) zusammengefügt. Demnach war Phokas ein griechischer Bildhauer, der beide Werke im Auftrag des Herrschers und seines Sohnes schuf, während Lahay'amm ein lokaler Schmied war, der die wahrscheinlich im östlichen Mittelmeerraum in Einzelteilen geschaffenen Werke vor Ort zusammenfügte. Eine andere Möglichkeit ist, dass Phokas vor Ort arbeitete und Lahay'amm sein lokaler Gehilfe war. Die Statuen wurden 1931 in An-Nachlat al-Hamra gefunden.